# Joseph Bingham
Joseph Bingham (septembre 1668 à Wakefield, Yorkshire, Angleterre - 17 août 1723) est un théologien anglican et érudit anglais.

## Biographie
Joseph Bingham naît en septembre 1668 à Wakefield dans le Yorkshire en Angleterre.
Il suit une formation à l'University College d'Oxford, où il est élu membre en 1689 et tuteur (tutor) en 1691. En 1695, un sermon prononcé à la chaire de l'université sur le sens des mots « Personne » et « Substance » selon les Pères de l'Église lui vaut d'être accusé d'hérésie. Il est forcé de renoncer à être membre de l'université et de quitter. Il est cependant immédiatement présenté au médecin John Radcliffe, qui lui donne la charge du presbytère du village de Headbourne Worthy près de Winchester.
En province, il commence à rédiger son œuvre maîtresse : Origines Ecclesiasticae (Antiquités de l'Église chrétienne). Le premier volume paraît en 1708, le dernier et dixième en 1722. Lorsqu'il commence son travail, Bingham souhaite faire une compte-rendu savant, extensif et impartial de l'Église primitive chrétienne, comme d'autres ont fait un compte-rendu approfondi des premiers temps des civilisations romaine, grecque et juive. Il regroupe les coutumes, usages et pratiques appliqués par quelques chefs de cette époque, laissant ainsi le lecteur analyser un usage ou une coutume de la chrétienneté qui s'est maintenu pendant quatre ou cinq siècles.
Même si son érudition est reconnue, Bingham ne reçoit aucune promotion avant 1712, année où Sir Jonathan Trelawny, évêque de Bishop, le nomme à la charge du presbytère de Havant près de Portsmouth.
Il perd presque tous ses biens à la suite du krach de 1720. Il meurt le 17 août 1723.

## Œuvres
- Three Sermons on the Trinity 1695-1697.
- The French Church's Apology, 1706.
- Origines Ecclesiasticae (en dix volumes, publié un volume à la fois entre 1708 et 1722 ; plusieurs éditions seront publiées après la mort de Bingham)[1].
- The Scholastical History of Lay Baptism &c., partie i. en 1712, partie ii. en 1714 (pratiquement achevé par Dissertation upon the 8th Canon of the Council of Nice publié vers 1716)
- Discourse concerning the Mercy of God., vers 1720.